# Mistrzostwa Świata U-18 w Piłce Ręcznej Kobiet 2006
Mistrzostwa Świata U-18 w Piłce Ręcznej Kobiet 2006 – pierwsze mistrzostwa świata U-18 w piłce ręcznej kobiet, oficjalny międzynarodowy turniej piłki ręcznej o randze mistrzostw świata organizowany przez IHF mający na celu wyłonienie najlepszej żeńskiej reprezentacji narodowej złożonej z zawodniczek do lat osiemnastu. Odbył się w dniach 11–20 sierpnia 2006 roku w kanadyjskim mieście Sherbrooke.
Zawody zostały zaplanowane do przeprowadzenia z udziałem dwunastu reprezentacji rywalizujących w pierwszej fazie systemem kołowym w ramach dwóch sześciozespołowych grup, a czołowa dwójka z każdej z grup awansowała do półfinałów. Pierwotna obsada turnieju (gospodarze, po trzy zespoły z Azji i Europy, po dwa z Ameryki i Afryki oraz reprezentant Oceanii) ulegała następnie zmianie, zaś ostatecznie wzięło w nim udział jedenaście drużyn składających się z zawodniczek urodzonych w roku 1988 bądź młodszych. Zawody zostały zorganizowane w hali Palais des Sports Léopold-Drolet w Sherbrooke, a nad ich przebiegiem czuwało sześć par arbitrów.
W wyrównanych półfinałach nieznacznie lepsze okazały się Dunki i Koreanki. W meczu finałowym Dania pokonała Koreę Południową, brąz zdobyła zaś Rumunia. Po zakończonym turnieju IHF opublikowała statystyki indywidualne.

## Faza grupowa

### Grupa A
| 11 sierpnia 200615:00 | Francja U-18 | 32:17(15:8) | Tunezja U-18 | Palais des Sports Léopold-Drolet, Sherbrooke |
| 11 sierpnia 200615:00 |              | 32:17(15:8) |              | Palais des Sports Léopold-Drolet, Sherbrooke |

| 12 sierpnia 200613:00 | Słowenia U-18 | 31:21(15:13) | Japonia U-18 | Palais des Sports Léopold-Drolet, Sherbrooke |
| 12 sierpnia 200613:00 |               | 31:21(15:13) |              | Palais des Sports Léopold-Drolet, Sherbrooke |

| 12 sierpnia 200621:00 | Rumunia U-18 | 31:26(13:12) | Brazylia U-18 | Palais des Sports Léopold-Drolet, Sherbrooke |
| 12 sierpnia 200621:00 |              | 31:26(13:12) |               | Palais des Sports Léopold-Drolet, Sherbrooke |

| 13 sierpnia 200613:00 | Francja U-18 | 35:20(14:11) | Japonia U-18 | Palais des Sports Léopold-Drolet, Sherbrooke |
| 13 sierpnia 200613:00 |              | 35:20(14:11) |              | Palais des Sports Léopold-Drolet, Sherbrooke |

| 13 sierpnia 200619:00 | Rumunia U-18 | 28:22(14:10) | Tunezja U-18 | Palais des Sports Léopold-Drolet, Sherbrooke |
| 13 sierpnia 200619:00 |              | 28:22(14:10) |              | Palais des Sports Léopold-Drolet, Sherbrooke |

| 14 sierpnia 200615:00 | Rumunia U-18 | 27:23(16:7) | Słowenia U-18 | Palais des Sports Léopold-Drolet, Sherbrooke |
| 14 sierpnia 200615:00 |              | 27:23(16:7) |               | Palais des Sports Léopold-Drolet, Sherbrooke |

| 14 sierpnia 200621:00 | Japonia U-18 | 29:28(13:13) | Brazylia U-18 | Palais des Sports Léopold-Drolet, Sherbrooke |
| 14 sierpnia 200621:00 |              | 29:28(13:13) |               | Palais des Sports Léopold-Drolet, Sherbrooke |

| 15 sierpnia 200615:00 | Słowenia U-18 | 32:28(18:17) | Tunezja U-18 | Palais des Sports Léopold-Drolet, Sherbrooke |
| 15 sierpnia 200615:00 |               | 32:28(18:17) |              | Palais des Sports Léopold-Drolet, Sherbrooke |

| 15 sierpnia 200619:00 | Francja U-18 | 25:22(13:11) | Brazylia U-18 | Palais des Sports Léopold-Drolet, Sherbrooke |
| 15 sierpnia 200619:00 |              | 25:22(13:11) |               | Palais des Sports Léopold-Drolet, Sherbrooke |

| 16 sierpnia 200613:00 | Japonia U-18 | 34:22(15:11) | Tunezja U-18 | Palais des Sports Léopold-Drolet, Sherbrooke |
| 16 sierpnia 200613:00 |              | 34:22(15:11) |              | Palais des Sports Léopold-Drolet, Sherbrooke |

| 16 sierpnia 200619:00 | Francja U-18 | 26:20(9:10) | Rumunia U-18 | Palais des Sports Léopold-Drolet, Sherbrooke |
| 16 sierpnia 200619:00 |              | 26:20(9:10) |              | Palais des Sports Léopold-Drolet, Sherbrooke |

| 17 sierpnia 200613:00 | Brazylia U-18 | 30:24(11:13) | Słowenia U-18 | Palais des Sports Léopold-Drolet, Sherbrooke |
| 17 sierpnia 200613:00 |               | 30:24(11:13) |               | Palais des Sports Léopold-Drolet, Sherbrooke |

| 17 sierpnia 200615:00 | Rumunia U-18 | 38:29(21:15) | Japonia U-18 | Palais des Sports Léopold-Drolet, Sherbrooke |
| 17 sierpnia 200615:00 |              | 38:29(21:15) |              | Palais des Sports Léopold-Drolet, Sherbrooke |

| 18 sierpnia 200613:00 | Słowenia U-18 | 27:24(14:12) | Francja U-18 | Palais des Sports Léopold-Drolet, Sherbrooke |
| 18 sierpnia 200613:00 |               | 27:24(14:12) |              | Palais des Sports Léopold-Drolet, Sherbrooke |

| 18 sierpnia 200617:00 | Brazylia U-18 | 28:21(12:8) | Tunezja U-18 | Palais des Sports Léopold-Drolet, Sherbrooke |
| 18 sierpnia 200617:00 |               | 28:21(12:8) |              | Palais des Sports Léopold-Drolet, Sherbrooke |

### Grupa B
| 12 sierpnia 200615:00 | Dania U-18 | 34:18(20:7) | Argentyna U-18 | Palais des Sports Léopold-Drolet, Sherbrooke |
| 12 sierpnia 200615:00 |            | 34:18(20:7) |                | Palais des Sports Léopold-Drolet, Sherbrooke |

| 12 sierpnia 200619:00 | Korea Południowa U-18 | 46:22(22:12) | Kanada U-18 | Palais des Sports Léopold-Drolet, Sherbrooke |
| 12 sierpnia 200619:00 |                       | 46:22(22:12) |             | Palais des Sports Léopold-Drolet, Sherbrooke |

| 13 sierpnia 200615:00 | Korea Południowa U-18 | 39:17(21:10) | Tajlandia U-18 | Palais des Sports Léopold-Drolet, Sherbrooke |
| 13 sierpnia 200615:00 |                       | 39:17(21:10) |                | Palais des Sports Léopold-Drolet, Sherbrooke |

| 14 sierpnia 200613:00 | Korea Południowa U-18 | 40:28(19:12) | Argentyna U-18 | Palais des Sports Léopold-Drolet, Sherbrooke |
| 14 sierpnia 200613:00 |                       | 40:28(19:12) |                | Palais des Sports Léopold-Drolet, Sherbrooke |

| 14 sierpnia 200619:00 | Dania U-18 | 53:13(23:6) | Kanada U-18 | Palais des Sports Léopold-Drolet, Sherbrooke |
| 14 sierpnia 200619:00 |            | 53:13(23:6) |             | Palais des Sports Léopold-Drolet, Sherbrooke |

| 15 sierpnia 200613:00 | Argentyna U-18 | 30:21(10:12) | Tajlandia U-18 | Palais des Sports Léopold-Drolet, Sherbrooke |
| 15 sierpnia 200613:00 |                | 30:21(10:12) |                | Palais des Sports Léopold-Drolet, Sherbrooke |

| 16 sierpnia 200621:00 | Dania U-18 | 49:15(27:7) | Tajlandia U-18 | Palais des Sports Léopold-Drolet, Sherbrooke |
| 16 sierpnia 200621:00 |            | 49:15(27:7) |                | Palais des Sports Léopold-Drolet, Sherbrooke |

| 17 sierpnia 200621:00 | Dania U-18 | 30:29(16:18) | Korea Południowa U-18 | Palais des Sports Léopold-Drolet, Sherbrooke |
| 17 sierpnia 200621:00 |            | 30:29(16:18) |                       | Palais des Sports Léopold-Drolet, Sherbrooke |

| 17 sierpnia 200619:00 | Argentyna U-18 | 27:15(15:9) | Kanada U-18 | Palais des Sports Léopold-Drolet, Sherbrooke |
| 17 sierpnia 200619:00 |                | 27:15(15:9) |             | Palais des Sports Léopold-Drolet, Sherbrooke |

| 18 sierpnia 200619:00 | Tajlandia U-18 | 26:23(12:10) | Kanada U-18 | Palais des Sports Léopold-Drolet, Sherbrooke |
| 18 sierpnia 200619:00 |                | 26:23(12:10) |             | Palais des Sports Léopold-Drolet, Sherbrooke |

## Faza pucharowa
Mecz o 9. miejsce
| 19 sierpnia 200611:00 | Brazylia U-18 | 45:10(20:5) | Kanada U-18 | Palais des Sports Léopold-Drolet, Sherbrooke |
| 19 sierpnia 200611:00 |               | 45:10(20:5) |             | Palais des Sports Léopold-Drolet, Sherbrooke |

Mecz o 7. miejsce
| 19 sierpnia 200618:30 | Japonia U-18 | 46:16(25:6) | Tajlandia U-18 | Palais des Sports Léopold-Drolet, Sherbrooke |
| 19 sierpnia 200618:30 |              | 46:16(25:6) |                | Palais des Sports Léopold-Drolet, Sherbrooke |

Mecz o 5. miejsce
| 20 sierpnia 200611:00 | Słowenia U-18 | 22:16(12:9) | Argentyna U-18 | Palais des Sports Léopold-Drolet, Sherbrooke |
| 20 sierpnia 200611:00 |               | 22:16(12:9) |                | Palais des Sports Léopold-Drolet, Sherbrooke |

Mecze o miejsca 1–4
|  |                        |                       |                       |                        |    |            |            |       |
|  | Półfinały              | Półfinały             | Półfinały             |                        |    | Finał      | Finał      | Finał |
|  | Półfinały              | Półfinały             | Półfinały             |                        |    | Finał      | Finał      | Finał |
|  | 19 sierpnia 2006 16:00 |                       |                       |                        |    |            |            |       |
|  |                        |                       |                       |                        |    |            |            |       |
|  | Dania U-18             | Dania U-18            | 34                    |                        |    |            |            |       |
|  | Dania U-18             | Dania U-18            | 34                    | 20 sierpnia 2006 16:00 |    |            |            |       |
|  | Rumunia U-18           | Rumunia U-18          | 32                    |                        |    |            |            |       |
|  | Rumunia U-18           | Rumunia U-18          | 32                    |                        |    | Dania U-18 | Dania U-18 | 36    |
|  | 19 sierpnia 2006 13:30 |                       |                       |                        |    | Dania U-18 | Dania U-18 | 36    |
|  |                        |                       | Korea Południowa U-18 | Korea Południowa U-18  | 33 |            |            |       |
|  | Korea Południowa U-18  | Korea Południowa U-18 | Korea Południowa U-18 | Korea Południowa U-18  | 33 | 32         |            |       |
|  | Korea Południowa U-18  | Korea Południowa U-18 |                       |                        |    |            |            |       |
|  | Francja U-18           | Francja U-18          | 31                    |                        |    |            |            |       |
|  | Francja U-18           | Francja U-18          | 31                    | Mecz o 3. miejsce      |    |            |            |       |
|  |                        |                       |                       |                        |    |            |            |       |
|  | 20 sierpnia 2006 13:30 |                       |                       |                        |    |            |            |       |
|  |                        |                       |                       |                        |    |            |            |       |
|  | Rumunia U-18           | Rumunia U-18          | 30                    |                        |    |            |            |       |
|  | Rumunia U-18           | Rumunia U-18          | 30                    |                        |    |            |            |       |
|  | Francja U-18           | Francja U-18          | 28                    |                        |    |            |            |       |
|  | Francja U-18           | Francja U-18          | 28                    |                        |    |            |            |       |

| 19 sierpnia 200616:00 | Dania U-18 | 34:32 (pd.)(15:16, 28:28) | Rumunia U-18 | Palais des Sports Léopold-Drolet, Sherbrooke |
| 19 sierpnia 200616:00 |            | 34:32 (pd.)(15:16, 28:28) |              | Palais des Sports Léopold-Drolet, Sherbrooke |

| 19 sierpnia 200613:30 | Korea Południowa U-18 | 32:31(18:13) | Francja U-18 | Palais des Sports Léopold-Drolet, Sherbrooke |
| 19 sierpnia 200613:30 |                       | 32:31(18:13) |              | Palais des Sports Léopold-Drolet, Sherbrooke |

| 20 sierpnia 200616:00 | Dania U-18 | 36:33(17:19) | Korea Południowa U-18 | Palais des Sports Léopold-Drolet, Sherbrooke |
| 20 sierpnia 200616:00 |            | 36:33(17:19) |                       | Palais des Sports Léopold-Drolet, Sherbrooke |

| 20 sierpnia 200613:30 | Rumunia U-18 | 30:28(13:22) | Francja U-18 | Palais des Sports Léopold-Drolet, Sherbrooke |
| 20 sierpnia 200613:30 |              | 30:28(13:22) |              | Palais des Sports Léopold-Drolet, Sherbrooke |

## Klasyfikacja końcowa
| Miejsce | Reprezentacja                 |
| ------- | ----------------------------- |
| złoto   | Dania U-18                    |
| srebro  | Korea Południowa U-18         |
| brąz    | Rumunia U-18                  |
| 4       | Francja U-18                  |
| 5       | Słowenia U-18                 |
| 6       | Argentyna U-18                |
| 7       | Japonia U-18                  |
| 8       | Tajlandia U-18                |
| 9       | Brazylia U-18                 |
| 10      | Kanada U-18                   |
| 11      | Tunezja U-18                  |
| 12      | Wybrzeże Kości Słoniowej U-18 |

## Nagrody indywidualne
Nagrody indywidualne otrzymały:
| MVP            | Najlepsza bramkarka | Najlepsza lewoskrzydłowa | Najlepsza lewa rozgrywająca | Najlepsza środkowa rozgrywająca | Najlepsza prawa rozgrywająca | Najlepsza prawoskrzydłowa | Najlepsza obrotowa |
| -------------- | ------------------- | ------------------------ | --------------------------- | ------------------------------- | ---------------------------- | ------------------------- | ------------------ |
| Cristina Neagu | Ju Hui              | Elena Dinca              | Cristina Neagu              | Alisson Pineau                  | Line Jorgensen               | Bae Ma-hee                | Amalie Sorensen    |